# Dörnscheid

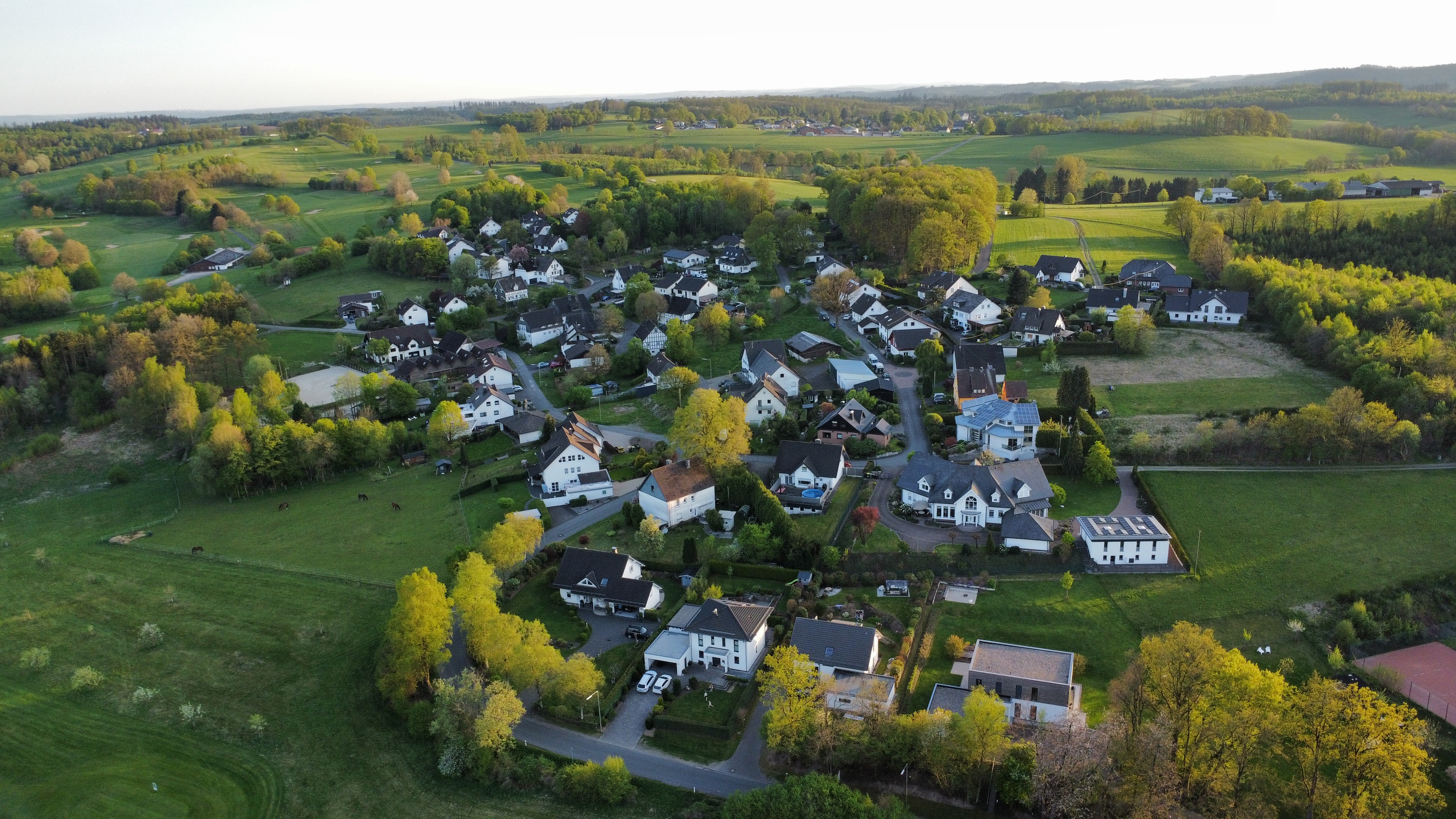
Dörnscheid aus der Luft

Dörnscheid ist ein Ortsteil der Gemeinde Wenden im Kreis Olpe, Nordrhein-Westfalen. Mit rund 220 Einwohnern gehört das Dorf zu den kleineren Ortsteilen der Gemeinde. Es liegt eingebettet in die hügelige Landschaft des südlichen Sauerlands.  

## Geografie
Dörnscheid befindet sich etwa 5 km südlich von Wenden, am Übergang zum Siegerland. Das Dorf liegt auf einer Höhe von etwa 360 Metern über dem Meeresspiegel und ist von landwirtschaftlich genutzten Flächen sowie Wäldern umgeben.  

## Geschichte
Die Region um Wenden wurde bereits im Mittelalter besiedelt, was auf die Nahe alter Handelswege hinweist. Schriftliche Erwähnungen von Dörnscheid sind selten, dennoch ist das Dorf seit Jahrhunderten ein Teil der ländlichen Struktur der Gemeinde. Erstmals urkundlich erwähnt wurde der Ort 1338.
Am 25. Januar 1338 schenkt Gobelinus von Degernschyde mit seinem Sohn Widekind dem Johanniterordenshaus Marienhagen bei Wiehl dem vormals seinem Bruder Ekkehard gehörenden Hof in Dörnscheid. Im Jahr 2013 wurde die 675-Jahr-Feier begangen. Mit Sicherheit kann angenommen werden, dass der Ortsname im zweiten Teil des Wortes Scheide oder Grenze bedeutet. Es ist die Grenze zwischen dem sächsischen Sauerland und dem fränkischen Siegerland. Sie trennte früher Kur-Koln, zu dem Dornscheid 700 Jahre gehört hatte, von Nassau-Oranien und der Herrschaft Wildenburg.

## Wirtschaft und Infrastruktur
Dörnscheid ist landwirtschaftlich geprägt. Durch seine ruhige Lage ist der Ort vor allem Wohnort für Pendler, die in den nahegelegenen Städten wie Olpe, Siegen oder Kreuztal arbeiten.  
Verkehrstechnisch ist Dörnscheid über die Kreisstraße K19 an das Straßennetz angebunden. Die Autobahn A45 ("Sauerlandlinie") ist in wenigen Minuten erreichbar.  

## Kultur und Gemeinschaft
Die Dorfgemeinschaft Dörnscheid e.V. spielt eine zentrale Rolle im sozialen Leben des Ortes. Neben traditionellen Veranstaltungen, wie dem jährlichen Dorffest, werden hier auch gemeinsame Projekte umgesetzt.  
Im Jahr 2022 wurde ein Mehrgenerationenhaus im ehemaligen Clubhaus des Tennisvereins eröffnet. Es dient als Begegnungsstätte und fördert den Austausch zwischen Jung und Alt.  

## Freizeit und Sport
Die Umgebung von Dörnscheid ist beliebt bei Wanderern und Radfahrern. In der Nähe befindet sich zudem der Golfclub Siegen-Olpe, der als Freizeitangebot für die Region dient.